# Chaetymenia
Chaetymenia es un género monotípico de plantas fanerógamas perteneciente a la familia de las asteráceas. Su única especie Chaetymenia peduncularis,  es originaria de México en Jalisco.

## Taxonomía
Chaetymenia peduncularis fue descrita por Hook. & Arn. y publicado en The Botany of Captain Beechey's Voyage 298, pl. 62. 1841[1838].
Sinonimia
- Jaumea peduncularis (Hook. & Arn.) Benth. & Hook. f. ex Oliv.